# チャールズ・ダーウィン研究所

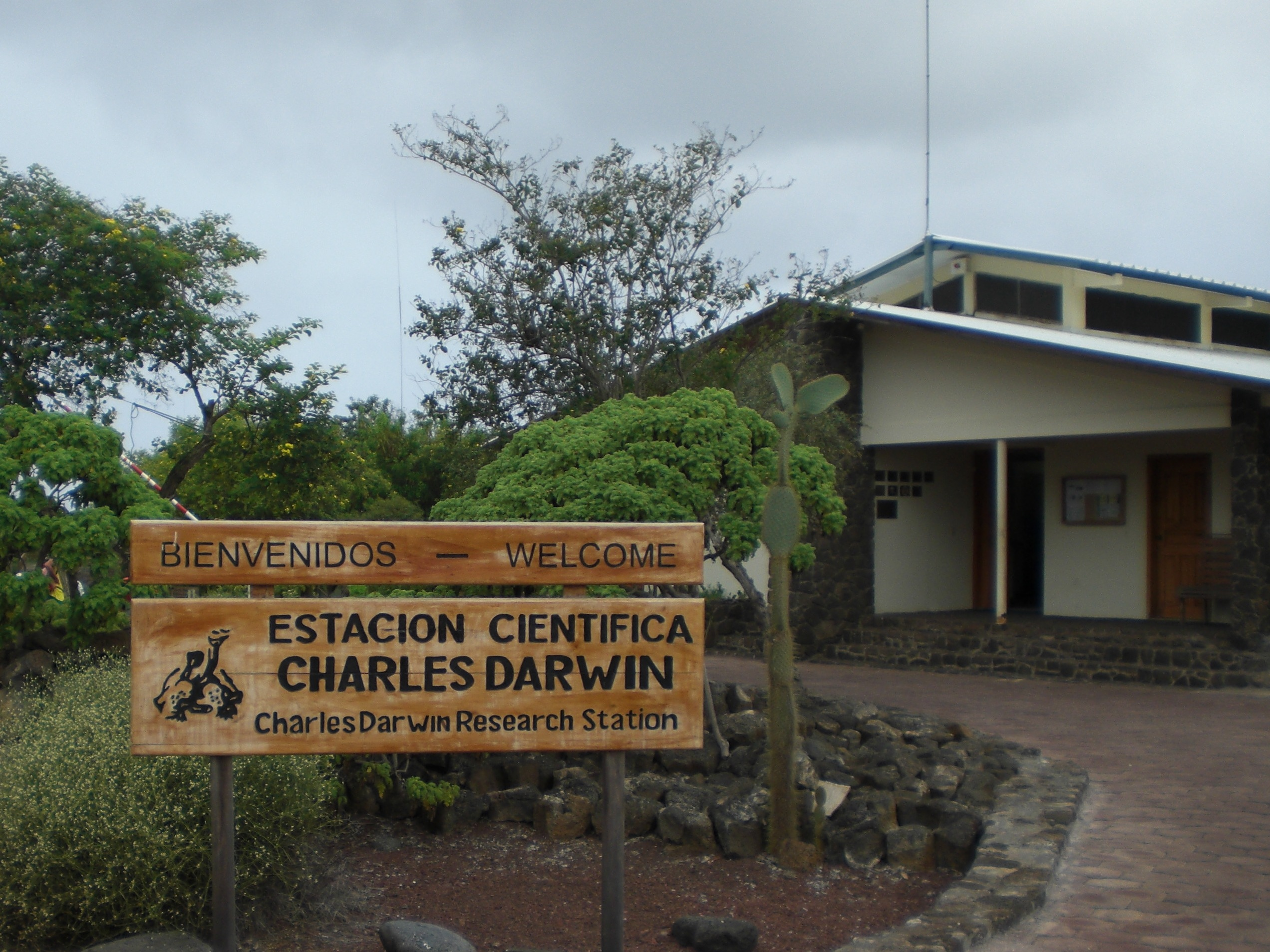
チャールズ・ダーウィン研究所の入口
（エクアドル、ガラパゴス県、サンタ・クルス島、プエルト・アヨラ）

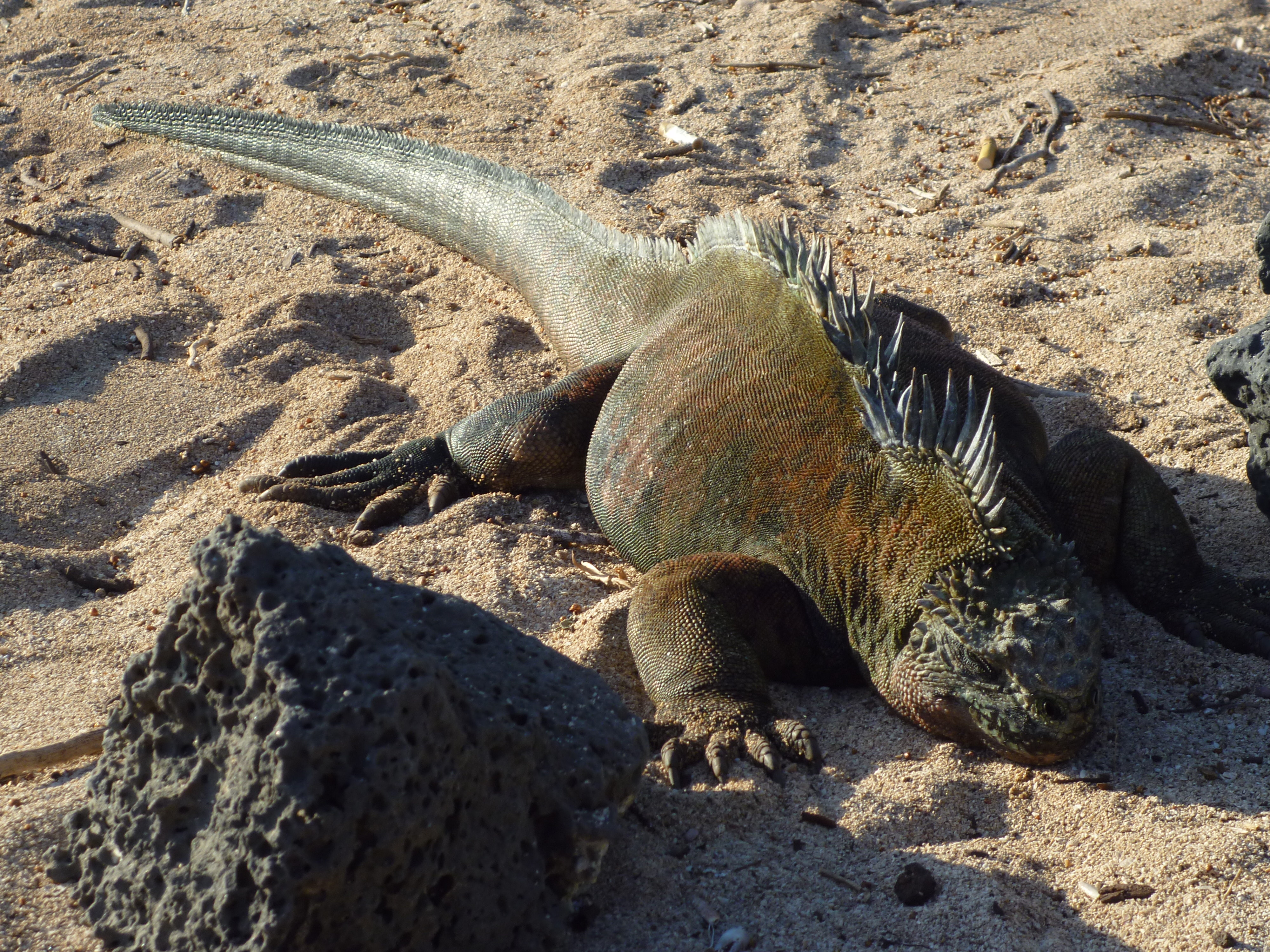
ガラパゴスリクイグアナ
（チャールズ・ダーウィン研究所の浜辺）

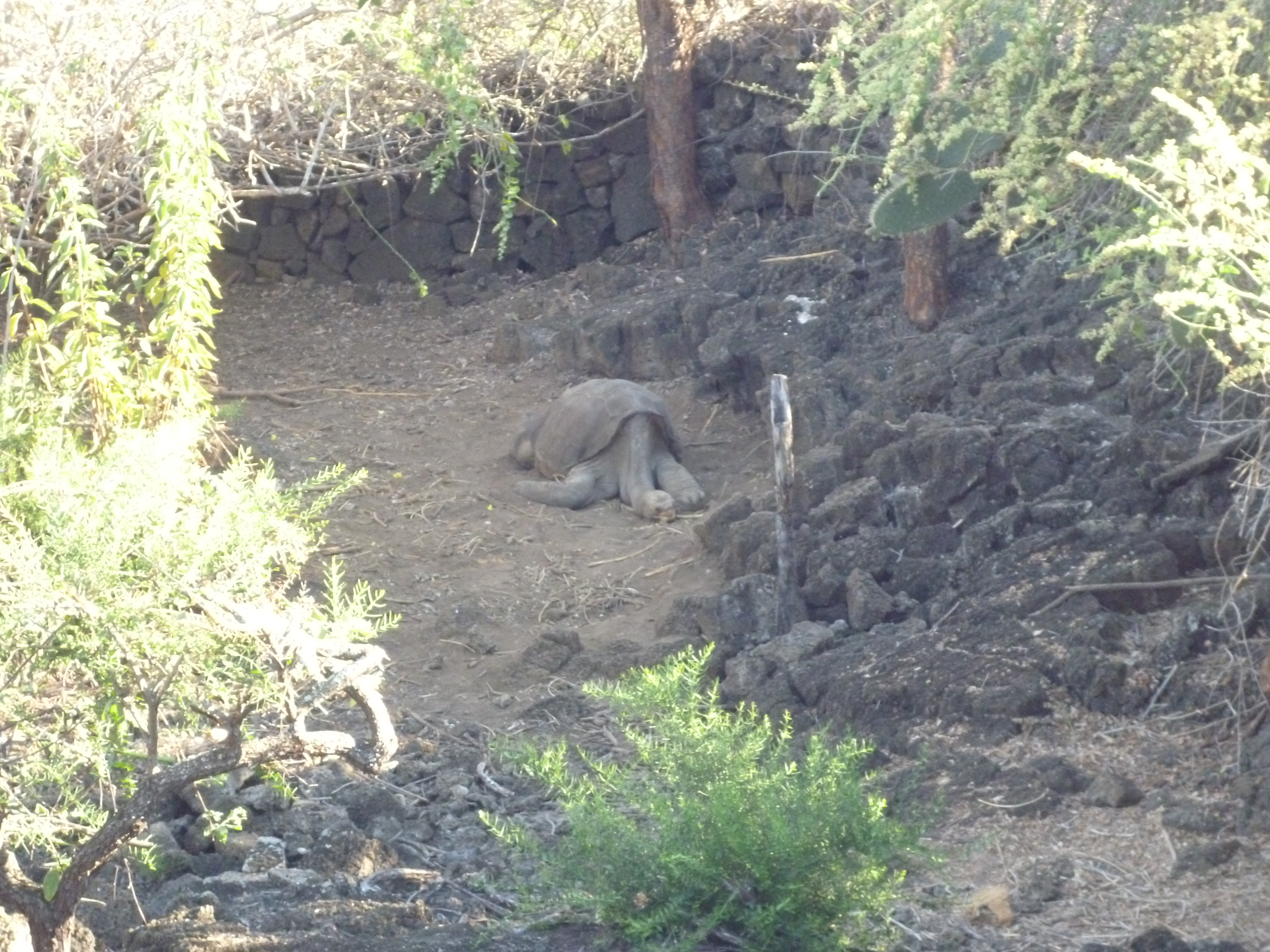
ロンサム・ジョージ（チャールズ・ダーウィン研究所、2011年12月）。ガラパゴスゾウガメ、ピンタ島亜種 (Geochelone nigra abingdoni) 、2012年6月24日死亡。約100歳であったとされる。

チャールズ・ダーウィン研究所（スペイン語: Estación Científica Charles Darwin, ECCD、 英語: Charles Darwin Research Station, CDRS）は、チャールズ・ダーウィン財団により運営される生物学的研究所である。研究所は、エクアドルに属するガラパゴス諸島のサンタ・クルス島にあるプエルト・アヨラの東端に位置しており、イサベラ島およびサン・クリストバル島のサテライト・オフィスでもある。

## 歴史
1934年、エクアドルは動物保護区として14島を指定し、保護動物の捕獲を禁止していたが、生息環境破壊に対する規制は提示されておらず、効果は認められていなかった。1954年、ガラパゴス諸島の動物繁殖行動を調査したイレネウス・アイブル＝アイベスフェルトからの諸島の現状報告により、1957年、国際連合教育科学文化機関（ユネスコ、UNESCO）と国際自然保護連合（IUCN）は、ガラパゴス諸島における研究所の設立を念頭に、アイブル＝アイベスフェルトおよび1952-1953年にガラパゴス諸島でフィンチ類を調査していたロバート・ボウマンの2名を派遣。3か月間にわたる調査の後、1958年初頭にその報告書が提出された。それを受けて同年、ロンドンの国際動物会議において「ガラパゴス委員会」の結成が決議された。また1959年に、エクアドルはガラパゴス諸島を国立公園に指定して全体的保全を図った。
ダーウィンの『種の起源』（1859年）が出版されてから100年目となる1959年、ガラパゴス委員会の関係者らにより、ベルギーの首都ブリュッセルに本部をおくチャールズ・ダーウィン財団が設立され、翌1960年には研究所の設立のため、ガラパゴス諸島に初代所長が派遣された。サンタ・クルス島の南沿岸のアカデミー湾に面する場所に建設が開始され、1963年末には三代目所長のもと、本棟、研究棟、気象観測施設、宿舎が完成し、1964年1月21日、正式に研究所が発足した。
サンタ・クルス島のプエルト・アヨラでは、エクアドルおよび海外の自然科学者が、ガラパゴスの陸上や海洋の生態系の保全に対する調査ならびに課題について常に研究している。1964年に設立されたチャールズ・ダーウィン研究所には、自然史展示館があり、またガラパゴス諸島の保全を後押しする教育プロジェクトを実施している。
2002年に、研究所はコスモス国際賞を受賞した。

## 目的と研究

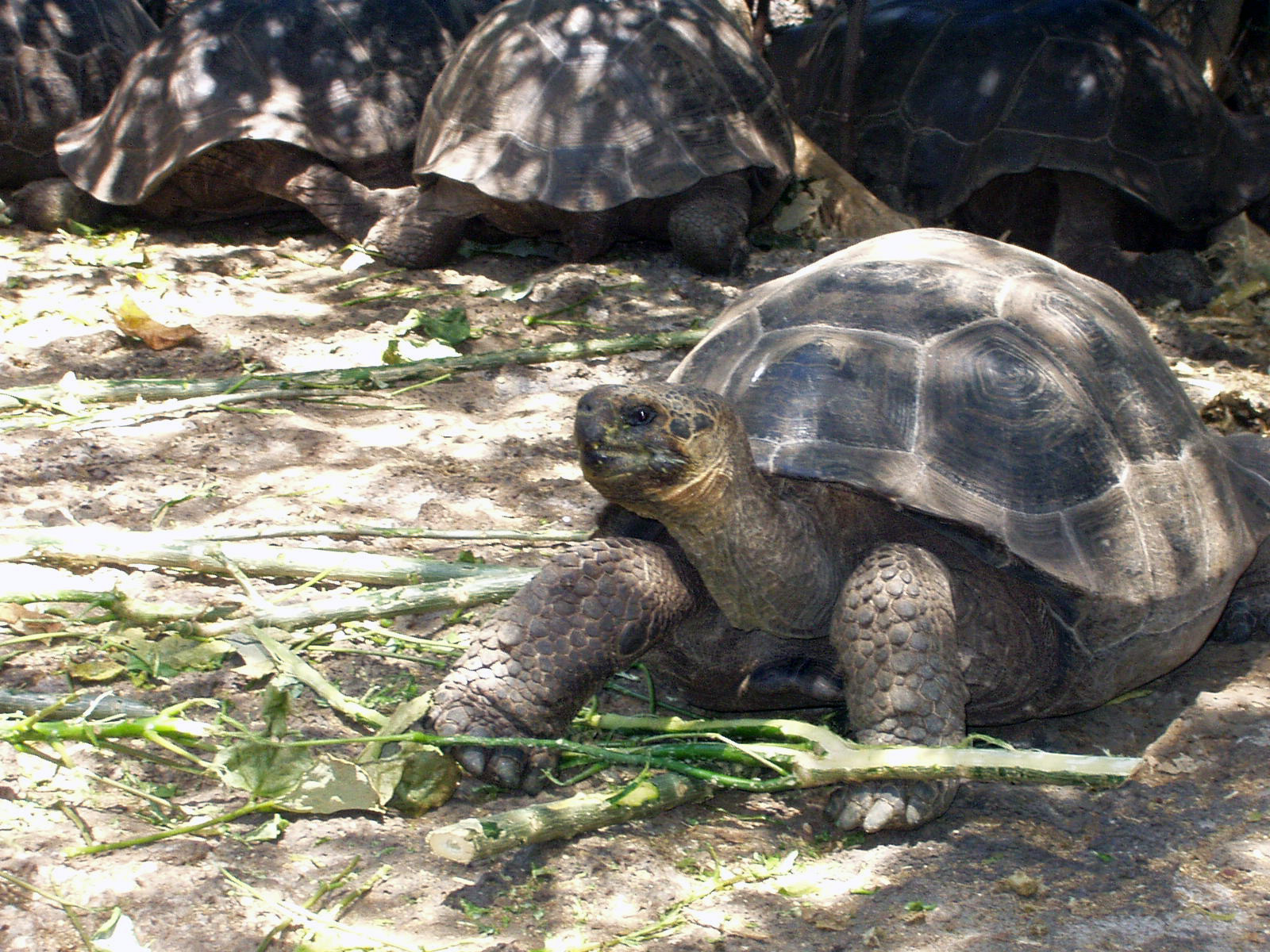
ガラパゴスゾウガメ
（チャールズ・ダーウィン研究所）

チャールズ・ダーウィン研究所の目的は、保全のための科学的研究ならびに環境教育を行うことである。研究所は、100名以上にのぼる世界中からの自然科学者、教育者、ボランティア、研究生、および補助スタッフからなる。
ダーウィン研究所における科学的調査およびモニタリング事業は、併せてその主要パートナーであり、ガラパゴスの保全および自然資源の問題を管理する主たる政府機関としての役割を果たすガラパゴス国立公園管理局（英語: Galápagos National Park Service, GNPS）と協同で行われる。
ダーウィン研究所の取り組みの主な目的：
- 生物学的法則の理解、生態系のより一層の理解、および諸島の自然資源の適正な管理に必須の科学的調査を推奨し、促進し、計画し、実行すること。
- ガラパゴス諸島の自然資源の保全および管理についてエクアドル当局に助言すること。
- 諸島の科学的調査および教育に関わるプログラムの実施において、エクアドルの機関と協同で取り組むこと。
- 科学的および自然科学および自然資源管理に特化した、エクアドルからの科学者および技術者の育成に寄与すること。
- 諸島の保全に関連する教育プログラムに寄与し協力すること。
- 科学的調査の結果および組織の他の活動の成果をまとめ、この情報を地域的、国内的、国際的に広めること。